# Mangoma spinidorsum
Mangoma spinidorsum är en stekelart som beskrevs av Subba Rao 1986. Mangoma spinidorsum ingår i släktet Mangoma och familjen kragglanssteklar. Inga underarter finns listade i Catalogue of Life.